# Крылос (село)
Кры́лос (укр. Крилос) — село в Галичской городской общине Ивано-Франковского района Ивано-Франковской области Украины, древняя столица Галицко-Волынского княжества.

## История
Село расположено на Крылосской горе, где находился княжеский детинец древнего Галича, следы которого видны на скале. Крылос носил название Галича и в XII—XIV веках был столицей крупнейшего феодального центра Западной Руси — Галицко-Волынского княжества. Первое упоминание в Ипатьевской летописи о Галиче относится к 1140 году.
При раскопках выявлены посад и размещённый на холме детинец, которые были укрепленны рвами и валами. Под холмом располагалось неукрепленное поселение, заселённое ремесленниками и торговцами. Территория на север от детинца была занята загородными боярскими и монастырскими укрепленными усадьбами. На территории села обнаружены древние погребения угров, сохранившиеся со времён их миграции с Урала в Венгрию.
Вскоре после захвата Галиции поляками город утратил своё положение, Галич был перенесён на другое место и здесь осталось сельское поселение.
В музее народной архитектуры «Прикарпатье» выставлены орудия труда и быта каменного века и периода комаровской культуры.

## Памятники
- Галичина могила — могила легендарного князя Галиции (реконструкция кургана).
- Церковь Успения Богородицы (1584).
- Часовня Св. Василия, построена на фундаментах Успенского собора 12 ст..
- Реконструкция деревянной церкви 16 ст., типичной для Галичины
- Княжая криница
- Митрополичьи палаты (ныне — Музей истории древнего Галича)

## Известные уроженцы и жители
- Романчук, Юлий